# Moon Lovers: Scarlet Heart Ryeo
Moon Lovers: Scarlet Heart Ryeo (en hangul, 달의 연인: 보보경심 려; en hanja, 달의戀人: 步步驚心 麗; romanización revisada, Dalui Yeoin - Bobogyeongsim Ryeo), también conocida en español como Amantes de la luna: Corazón escarlata Ryeo, es una serie de televisión surcoreana de ficción histórica y fantasía que toma lugar entre la dinastía Goryeo y el presente. Fue dirigida por Kim Kyoo-tae y transmitida por SBS desde el 29 de agosto hasta el 1 de noviembre de 2016.
Está basada en la novela del escritor chino Tong Hua, «BubuJingxin» (步步惊心), publicada en 2005, como la cuarta adaptación de la novela y específicamente la tercera para televisión, después de Scarlet Heart en 2011 y su secuela en 2013. En esta ocasión la serie fue protagonizada por Lee Joon-gi, Lee Ji-eun (IU), Kang Ha-neul, Nam Joo-hyuk y Hong Jong-hyun.

## Argumento
En pleno siglo XXI, un eclipse solar provoca que  Ko Ha-jin, viaja en el tiempo al año 941 (siglo X), despertando en el cuerpo de Hae Soo, una chica de 21 años de edad. Allí en Goryeo, fingiendo amnesia, se relaciona con los príncipes de la familia gobernante, sintiéndose atraída al principio por Wang Wook, el octavo príncipe, pero cediendo más adelante por el cuarto, Wang So, quien oculta parte de su cara tras una máscara, debido a una cicatriz causada por un accidente mediático entre sus padres.
En la época, la rivalidad y la política sobresalen entre los príncipes, provocando tragedias a sus alrededores, como también la lucha por el amor y el trono.

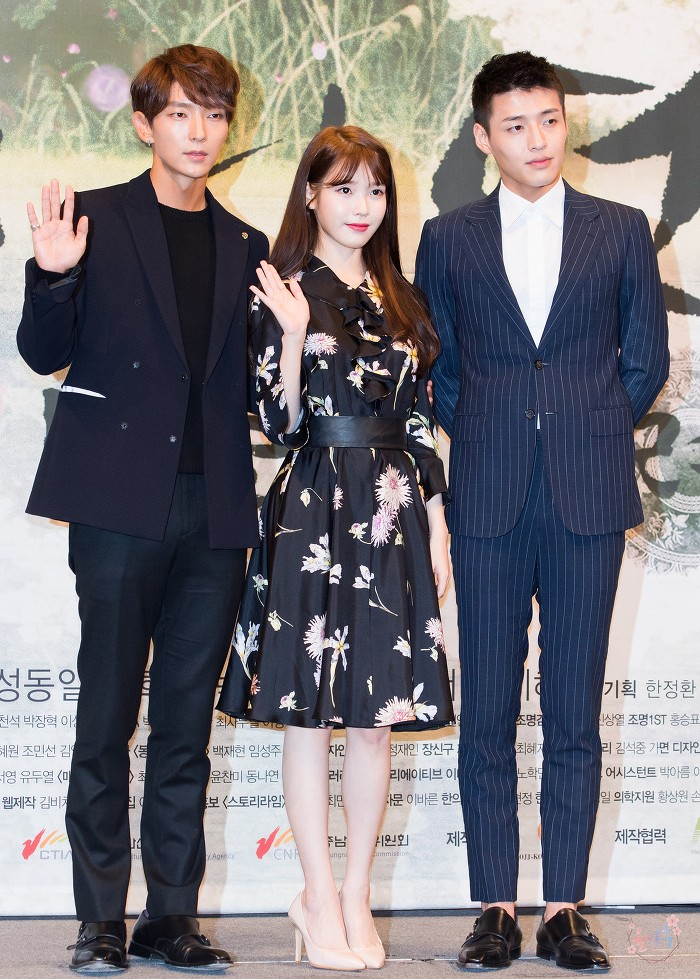
Lee Joon-gi, Lee Ji-eun y Kang Ha-neul, durante la conferencia de presentación de la serie el 24 de agosto de 2016.

## Reparto

### Personajes principales
- Lee Joon-gi como el cuarto príncipe Wang So (Rey Gwangjong).
- Lee Ji-eun (IU) como Ko Ha-jin / Hae Soo.
- Kang Ha-neul como el octavo príncipe Wang Wook.
- Hong Jong-hyun como el tercer príncipe Wang Yo.

### Personajes secundarios
- Yoon Sun-woo como el noveno príncipe Wang Won.
- Byun Baek-hyun como el décimo príncipe Wang Eun.[4]
- Nam Joo-hyuk como el decimotercer príncipe Wang Baek-ah.
- Ji Soo como el decimocuarto príncipe Wang Jung.
- Cho Min-gi como Taejo de Joseon.
- Kim San-ho como príncipe heredero Wang Moo (1.ª Prince).
- Park Ji-young como la Reina Madre Yoo Shin-myung.
- Jung Kyung-soon como la Reina Hwangbo Shin-jung.
- Kang Han-na como Hwangbo Yeon-hwa (Reina Daemok).
- Park Si-eun como la dama Hae-myung (Yoo Sun-eui) .
- Seo Joo-hyun como Woo Hee.
- Z.Hera como Park Soon-deok.
- Woo Hee-jin como la dama de la corte Oh Soo-yeon.
- Park Jung-hak como Wang Shik-ryum.
- Kim Kang-il como la dama Kang Bi.
- Jin Ki-joo como Chae Ryung.
- Sung Dong-il como el general Park Soo-kyung.
- Kim Sung-kyun como el astrónomo real Choi Ji-mong.
- Choi Byung-mo como Park Young-kyoo.

### Otros personajes
- Nam Sung-joon.
- Lee Jae-min.
- Byun Woo-seok como el antiguo novio de Ha-jin.
- Lee Ho-jung como Ae-ra, una amiga de Ha-jin.[5]

## Recepción

### Audiencia
En azul la audiencia más baja y en rojo la más alta, correspondientes a las empresas medidoras TNms y AGB Nielsen, a lo largo de 20 episodios y dos especiales.
| Ep. #    | Fecha de estreno         | Share    | Share  | Share       | Share       |
| Ep. #    | Fecha de estreno         | TNmS     | TNmS   | AGB Nielsen | AGB Nielsen |
| Ep. #    | Fecha de estreno         | Nacional | Seúl   | Nacional    | Seúl        |
| -------- | ------------------------ | -------- | ------ | ----------- | ----------- |
| 1        | 29 de agosto de 2016     | 7.9 %    | 9.1 %  | 7.4 %       | 8.0 %       |
| 2        | 29 de agosto de 2016     | 8.9 %    | 10.0 % | 9.3 %       | 10.4 %      |
| 3        | 30 de agosto de 2016     | 7.1 %    | 7.8 %  | 7.0 %       | 8.0 %       |
| 4        | 5 de septiembre de 2016  | 6.1 %    | 6.7 %  | 5.7 %       | 6.3 %       |
| 5        | 6 de septiembre de 2016  | 6.2 %    | 6.8 %  | 6.0 %       | 7.3 %       |
| 6        | 12 de septiembre de 2016 | 5.1 %    | 7.7 %  | 5.7 %       | 6.8 %       |
| 7        | 13 de septiembre de 2016 | 5.2 %    | 6.4 %  | 5.8 %       | 6.6 %       |
| 8        | 19 de septiembre de 2016 | 5.3 %    | 5.8 %  | 6.9 %       | 8.6 %       |
| 9        | 20 de septiembre de 2016 | 6.1 %    | 6.4 %  | 6.2 %       | 7.9 %       |
| 10       | 26 de septiembre de 2016 | 6.4 %    | 7.4 %  | 7.1 %       | 8.2 %       |
| 11       | 27 de septiembre de 2016 | 6.5 %    | 6.7 %  | 7.5 %       | 8.5 %       |
| 12       | 3 de octubre de 2016     | 6.8 %    | 7.3 %  | 7.9 %       | 8.8 %       |
| 13       | 4 de octubre de 2016     | 7.3 %    | 7.5 %  | 8.2 %       | 9.3 %       |
| 14       | 10 de octubre de 2016    | 6.5 %    | 7.2 %  | 6.8 %       | 7.5 %       |
| 15       | 11 de octubre de 2016    | 8.7 %    | 9.2 %  | 8.2 %       | 9.2 %       |
| 16       | 18 de octubre de 2016    | 5.8 %    | 6.2 %  | 5.9 %       | 6.8 %       |
| 17       | 24 de octubre de 2016    | 9.9 %    | 10.6 % | 9.8 %       | 10.6 %      |
| 18       | 25 de octubre de 2016    | 10.7 %   | 10.6 % | 10.1 %      | 11.2 %      |
| 19       | 31 de octubre de 2016    | 9.0 %    | 10.1 % | 9.0 %       | 9.8 %       |
| 20       | 1 de noviembre de 2016   | 10.8 %   | 11.8 % | 11.3 %      | 12.2 %      |
| Promedio | Promedio                 | 7.3 %    | 8.0 %  | 7.5 %       | 8.6 %       |
| E        | 27 de agosto de 2016     | 3.7 %    | —      | 4.1 %       | —           |
| E        | 14 de septiembre de 2016 | —        | —      | 3.4 %       | —           |

## Banda sonora
| Track listing |                                                   |                        |          |  |
| N.º           | Título                                            | Artista                | Duración |  |
| 1.            | «너를 위해» (Neoreul Uihae)                       | Chen, Baekhyun, Xiumin | 3:18     |  |
| 2.            | «Say Yes»                                         | Loco, Punch            | 3:46     |  |
| 3.            | «사랑해 기억해» (Saranghae Gieokhae)              | I.O.I                  | 4:05     |  |
| 4.            | «그대를 잊는다는건» (Geudaeleul Itneundaneungeon) | Davichi                | 3:12     |  |
| 5.            | «All With You»                                    | Taeyeon                | 3:54     |  |
| 6.            | «내 마음 들리나요» (Nae maeum deullinayo)         | Epik High, Lee Hi      | 4:08     |  |
| 7.            | «사랑인 듯 아닌 듯» (Sarangin deut anin deut)     | Baek Ah Yeon           | 3:23     |  |
| 8.            | «고백합니다» (Gobaeghabnida)                      | SG Wannabe             | 3:40     |  |
| 9.            | «꼭 돌아오리» (Kkog doraoli)                      | Lim Sun Hye            | 3:25     |  |
| 10.           | «내 사랑» (Nae sarang)                            | Lee Hi                 | 3:40     |  |
| 11.           | «바람» (Baram)                                    | Jung Seung Hwan        | 3:38     |  |
| 12.           | «Be With You»                                     | Akdong Musician        | 3:06     |  |
| 13.           | «안녕» (Annyeong)                                 | Lim Do Hyuk            | 4:28     |  |
| 14.           | «The Prince»                                      | Varios artistas        | 2:02     |  |
| 15.           | «Agonal Howl»                                     | Varios artistas        | 2:56     |  |
| 16.           | «Haesu»                                           | Varios artistas        | 2:05     |  |
| 17.           | «Wraith»                                          | Varios artistas        | 2:29     |  |
| 18.           | «One for Me»                                      | Varios artistas        | 2:40     |  |
| 19.           | «Wing of Goryeo»                                  | Varios artistas        | 4:32     |  |
| 20.           | «Appassionata»                                    | Varios artistas        | 2:11     |  |
| 21.           | «Vendetta»                                        | Varios artistas        | 1:53     |  |
| 22.           | «Be Your Love»                                    | Varios artistas        | 2:55     |  |
| 23.           | «Gesture of Resistance»                           | Varios artistas        | 4:39     |  |
| 24.           | «Love of Haesu»                                   | Varios artistas        | 3:00     |  |
| 25.           | «Pastoral Morning»                                | Varios artistas        | 2:45     |  |
| 26.           | «Great Nebula»                                    | Varios artistas        | 4:03     |  |
| 27.           | «The Sorrow of Prince»                            | Varios artistas        | 2:28     |  |
| 28.           | «Battle Bobo»                                     | Varios artistas        | 2:28     |  |

## Emisión internacional
- China: Hunan TV (2016).
- Filipinas: GMA Network (2017).
- Hong Kong: Letv (2016).
- Estados Unidos: TKC-TV (2016).
- Japón: KNTV (2016).
- Malasia: Sony One TV (2016).